# Индекс „Хан Сен“ на свързани с Китай компании
Хан Сен (Hang Seng) Китай-Индекс на свързаните с него компании (simplified Chinese:恒生香港中资企业指数 ; traditional Chinese: 恒生香港中資企業指數; pinyin: hóng chóu gǔ; Jyutping: hung4 chau4 gu2 Jyutping Hang4saang1 Hoeng1gong2 Zung1zi1 Kei5jip6 Zi2sou3 Cantonese Yale Hàhngsāang Hēunggóng Jūngjī Kéihyihp Jísou Hanyu Pinyin Héngshēng Xiānggǎng Zhōngzī Qǐyè Zhǐshù, Hang Seng China-Affiliated Corporations Index) или HSCACI е индекс на фондовата борса в Хонконг за компании с червени чипове, котирани на борсата, които са регистрирани извън континентален Китай, като например на Бермудите, Каймановите острови или Хонконг, но са с мажоритарна собственост на централното или регионалното правителство на Китайската народна република.
Към януари 2021 г. има 25 компании тип червени чипове, които съставят този индекс.
В миналото съставните части на индекса Hang Seng Китай-Индекс на свързаните с него компании не се пресичаха с  индекса Hang Seng Китай-Индекс на компаниите на пазар Н, тъй като компаниите с акции H и червените чипове нямаха допирни точки. Но евентуалното включване на най-добрите компании с червени чипове в индекса Hang Seng China Enterprises беше обявено през август 2017 г.
Някои от съставните части на Hang Seng Китай-Индекс на свързаните с него компании също бяха съставни на основния индекс Hang Seng (индексът със сини чипове). Навремето те са били известни като лилави-чипове, тъй като червеното плюс синьото е лилаво.

## Съставки
От Януари 2021 година
| Име на корпорацията                                       | Стоков символ |
| --------------------------------------------------------- | ------------- |
| Kunlun Energy                                             | ( SEHK )      |
| Китай Търговски пристанище                                | ( SEHK )      |
| Shenzhen International                                    | ( SEHK )      |
| China Everbright Limited                                  | ( SEHK )      |
| Everbright среда                                          | ( SEHK )      |
| CITIC Limited                                             | ( SEHK )      |
| Guangdong Investment                                      | ( SEHK )      |
| Китайска бира за ресурси                                  | ( SEHK )      |
| Beijing Enterprises Water Group                           | ( SEHK )      |
| Пекински предприятия                                      | ( SEHK )      |
| Китай отвъдморски земи и инвестиции                       | ( SEHK )      |
| China Unicom (Hong Kong) Limited                          | ( SEHK )      |
| Китай Jinmao                                              | ( SEHK )      |
| China Resources Power                                     | ( SEHK )      |
| CNOOC Limited                                             | ( SEHK )      |
| China Mobile                                              | ( SEHK )      |
| Китай Тайпин                                              | ( SEHK )      |
| Международна корпорация за производство на полупроводници | ( SEHK )      |
| China Resources Land                                      | ( SEHK )      |
| Brilliance China Auto                                     | ( SEHK )      |
| Китай ресурси газ                                         | ( SEHK )      |
| China Resources Cement                                    | ( SEHK )      |
| Млечни продукти Mengniu                                   | ( SEHK )      |
| China Resources Pharmaceutical                            | ( SEHK )      |
| Sinotruk (Хонконг)                                        | ( SEHK )      |

## Външни връзки
- Официален сайт